# Отмухув (гмина)
Отмухув (пол. Otmuchów) — городско-сельская гмина (волость) в Польше, входит как административная единица в Нысский повет, Опольское воеводство. Население — 14 316 человек (на 2006 год).

## Демография
| Перепись                       | Всего   | Всего | Женщины | Женщины | Мужчины | Мужчины |
| ------------------------------ | ------- | ----- | ------- | ------- | ------- | ------- |
| Единицы                        | человек | %     | человек | %       | человек | %       |
| Население                      | 14 338  | 100   | 7317    | 51      | 7021    | 49      |
| Плотность населения (чел./км²) | 76,2    | 76,2  | 38,9    | 38,9    | 37,3    | 37,3    |

## Сельские округа
1. Бронишовице
2. Букув
3. Горашовице
4. Гронды
5. Лясковице
6. Пасеки
7. Рысёвице
8. Янова
9. Ярнолтув
10. Ясеница-Гурна
11. Йодлув
12. Калкув
13. Киюв
14. Квяткув
15. Лясовице
16. Лигота-Велька
17. Любятув
18. Лонка
19. Мацеёвице
20. Малежовице-Мале
21. Мешно
22. Надзеюв
23. Каменна-Гура
24. Нерадовице
25. Пётровице-Ныске
26. Кракувковице
27. Ратновице
28. Сарновице
29. Седлец
30. Сушковице
31. Старовице
32. Сливице
33. Уляновице
34. Вежбно
35. Звежинец
36. Вуйцице
37. Звановице

## Соседние гмины
1. Гмина Глухолазы
2. Гмина Каменник
3. Гмина Ныса
4. Гмина Пачкув
5. Гмина Пакославице
6. Гмина Зембице